# Saulx-les-Chartreux
Saulx-les-Chartreux ist eine französische Gemeinde mit 6611 Einwohnern (Stand: 1. Januar 2022) im Département Essonne in der Region Île-de-France. Saulx-les-Chartreux gehört zum Arrondissement Palaiseau und zum Kanton Longjumeau.
Die Einwohner werden Salucéens genannt.

## Geographie
Durch den Ort, der etwa 20 Kilometer südlich von Paris in der Landschaft Hurepoix liegt, fließt die Yvette.
Am östlichen Rand der Gemeinde führt die Route nationale 20 entlang.

### Nachbargemeinden
Umgeben ist Saulx-les-Chartreux von den Gemeinden Champlan im Norden, Longjumeau im Nordosten, Ballainvilliers im Osten, La Ville-du-Bois im Südosten, Nozay im Süden, Villejust im Südwesten sowie Villebon-sur-Yvette im Westen und Nordwesten.

## Geschichte
622 wurde Saulx erstmals als Besitz der Abtei von Saint-Denis in den Urkunden des Königs Dagobert I. geführt. Der Kartäuserorden (französisch Chartreux) wurde 1264 Grundherr über das Gebiet.

### Katastrophe
Am 11. Juli 1973 verunglückte der VARIG-Flug 820 auf der Reise von Rio de Janeiro. Nachdem ein Feuer in der Bordtoilette ausgebrochen war, konnten die Piloten die Maschine auf einem Feld bei Saulx-les-Chartreux notlanden. Wegen der Rauchentwicklung starben 123 Personen.

### Bevölkerungsentwicklung
| Jahr      | 1962 | 1968 | 1975 | 1982 | 1990 | 1999 | 2006 | 2011 |
| Einwohner | 1693 | 1934 | 2437 | 3247 | 4141 | 4952 | 4862 | 5065 |

## Sehenswürdigkeiten
- Kirche Notre-Dame de l’Assomption de la Très-Sainte-Vierge, errichtet im 11. Jahrhundert und zahlreichen Umbauten bis zum 16. Jahrhundert, seit 1926 Monument historique
- Wassermühle der Kartäuser mit dem Gutshaus Tournelles (heute Mediathek)
- Château de Monthuchet aus dem 17. Jahrhundert (Tuilerien aus dem Jahr 1654, Hauptgebäude 1710)

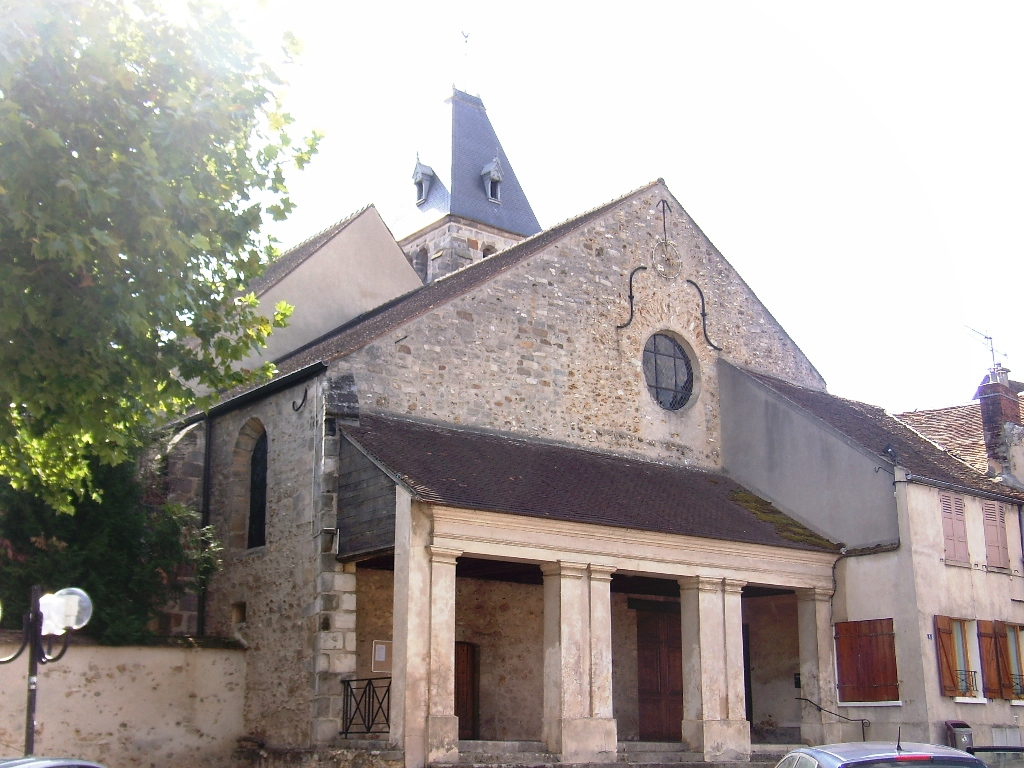
Kirche Notre-Dame de l’Assomption

- Waschhaus aus dem 19. Jahrhundert

## Persönlichkeiten
- Jean Joseph Paul Augustin Dessoles (1767–1828), Politiker und General
- Gilles Andruet (1958–1995), Schachspieler